# Scott Foley
Scott Kellerman Foley (Kansas City, 15 juli 1972) is een Amerikaans acteur. Hij werd bekend door zijn rollen in de televisieseries Dawson's Creek, Felicity en meer recentelijk The Unit. Hij was meer dan drie jaar getrouwd (2000-2004) met actrice Jennifer Garner. Sinds 5 juni 2007 is hij getrouwd met de Poolse actrice Marika Dominczyk. Samen met haar heeft hij drie kinderen.

## Filmografie

### Films
- Firestorm: Last Stand at Yellowstone (2006) - Dr. Clay Harding
- Below (2002) - Lt. Steven Coors
- Stealing Time (2001) - Casey Shepherd
- Scream 3 (2000) - Roman Bridger
- Self Storage (2000) - Zack Griffey
- Forever Love (1998) - David
- Someone to Love Me: A Moment of Truth Movie (1998) - Ian Hall
- Crowned and Dangerous (1997) - Matt

### Televisie
- Scandal (2012-) - Jake
- Greys Anatomy (2010-2011) - Henry (15 afleveringen)
- Cougar Town (2009-2010) - Jeff (4 afleveringen)
- The Last Templar (2009) - Sean Daley
- The Unit (2006-2008) -  Bob Brown (69 afleveringen)
- A.U.S.A. (2003) - Adam Sullivan (12 afleveringen)
- Scrubs (2002-2004) - Sean Kelly (12 afleveringen)
- Zoe, Duncan, Jack & Jane (1999) - Montana Kennedy (2 afleveringen)
- Felicity (1998-2002) - Noel Crane (84 afleveringen)
- Dawson's Creek (1998) - Cliff Elliot (5 afleveringen)

## Prijzen en nominaties
- Teen Choice Award
  - 2000 - Genomineerd: Beste acteur in een televisieserie (Felicity)
  - 2000 - Genomineerd: Beste sleazebag (Scream 3)
  - 2002 - Genomineerd: Beste acteur in dramatische televisieserie (Felicity)